# Typhlops madgemintonae
Typhlops madgemintonae este o specie de șerpi din genul Typhlops, familia Typhlopidae, descrisă de Khan 1999. Conform Catalogue of Life specia Typhlops madgemintonae nu are subspecii cunoscute.